# Lago Wdzydze
Il lago Wdzydze è un lago della Polonia.